# Prêmio Wole Soyinka de Literatura na África
O Prêmio Wole Soyinka de Literatura na África é um prêmio de literatura pan-africano concedido bienalmente à melhor obra literária produzida por um africano. Foi criado pela Fundação Lumina  em 2005 em homenagem ao primeiro ganhador do Prêmio Nobel da África na literatura, Wole Soyinka, [1] o qual apresenta o prêmio, que é escolhido por um júri internacional de figuras literárias. Administrado pela Fundação Lumina, o prêmio foi descrito como "o equivalente africano do Prêmio Nobel".
O vencedor recebe US $ 20.000 na cerimônia de premiação em Lagos ou em uma cidade selecionada na África. As inscrições devem ser escritas em inglês ou francês. Embora originalmente todos os gêneros fossem considerados para cada prêmio, desde 2014 apenas um gênero é elegível para cada edição do prêmio, com o drama sendo considerado para 2014, poesia em 2016 e prosa em 2018.

## Vencedores
| Ano                         | Vencedor       | Obra                       | Notas |
| --------------------------- | -------------- | -------------------------- | --- |
| 2006                        | Sefi At ta     | Everything Good Will Co me | O prêmio inaugural aconteceu em 5 de agosto de 2006 no Muson Center, Lagos, Nigéria, onde o orador convidado era o ex-presidente de Gana, John Agyekum Kufuor. |
| 2008                        | Nnedi Okorafor | Zahrah the Windseeker      | |
| 2010 (prêmio compartilhado) | Kopano Matlwa  | Coconut                    | [ 7 ] |
| 2010 (prêmio compartilhado) | Wale Okediran  | Tenants of The House       | [ 7 ] |
| 2012                        | Sifiso Mzobe   | Young Blood                | [ 9 ] [ 10 ] |
| 2014                        | Akin Bello     | The Egbon of Lagos (peça)  | |